# Agapetus ajpetriensis
Agapetus ajpetriensis är en nattsländeart som beskrevs av Martynov 1916. Agapetus ajpetriensis ingår i släktet Agapetus och familjen stenhusnattsländor. Inga underarter finns listade i Catalogue of Life.